# Арборист

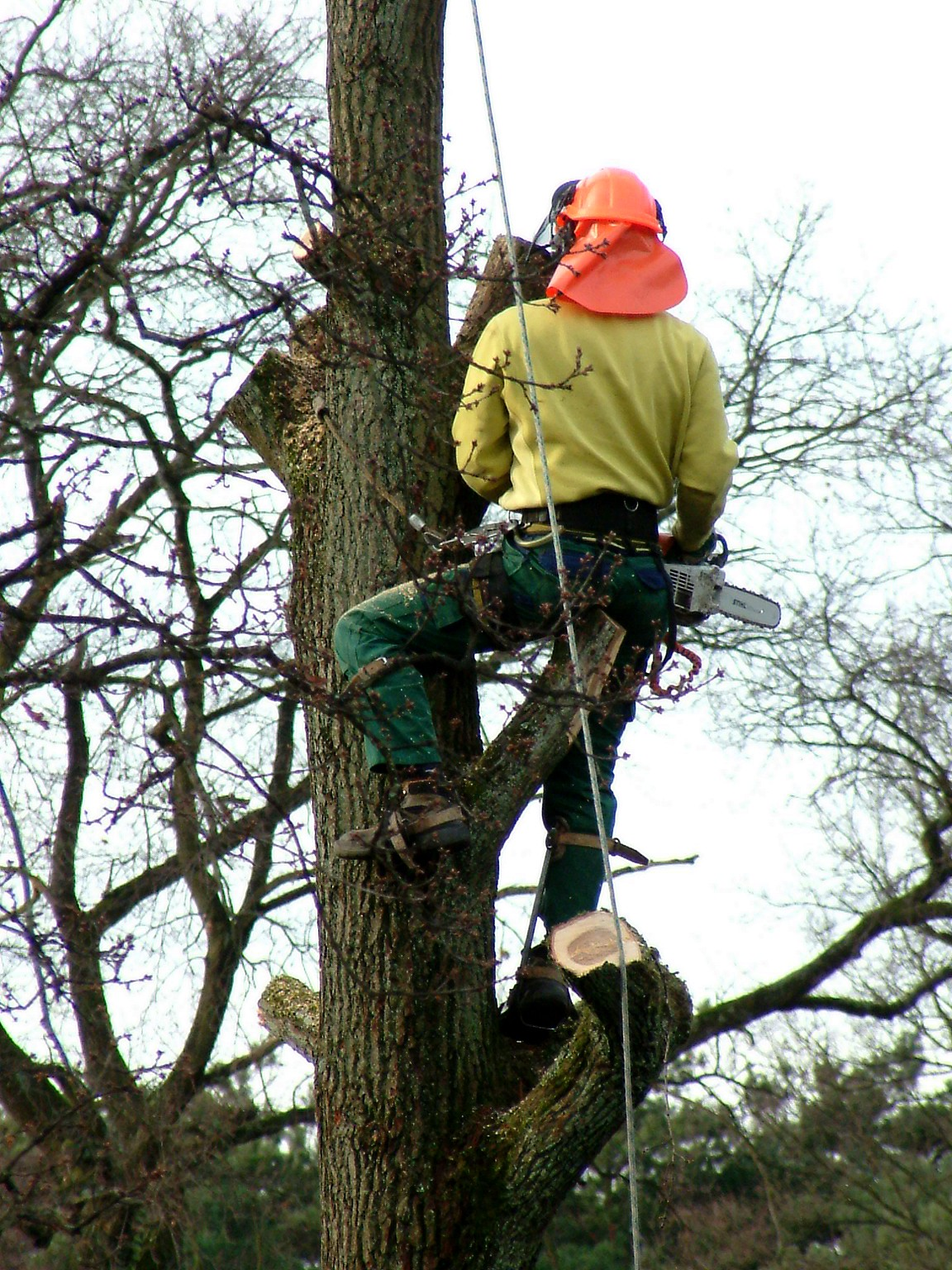
Арборист за роботою.

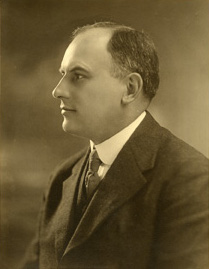
Френсіс Бартлетт

Арборист (лат. arbor — дерево) — фахівець з обслуговування та догляду за деревами як за індивідуальними організмами (за лісовими спільнотами ж зазвичай доглядають лісівники).
Арборист повинен мати або загальну освіту за спеціальністю, або пройти курси при вищому навчальному закладі.
Важливу роль у виникненні сучасної галузі догляду за деревами в урбанізованому середовищі зіграв Джон Деві — «батько деревної хірургії». Великий внесок у формування арбористичної галузі внесли Френсіс Бартлетт і Алекс Шиго. У Німеччині значні роботи з арбористики виконав Міхаель Маурер (Michael Maurer).
Арбористи активно використовують альпіністське спорядження, що дозволяє отримати доступ до дерев які дуже високі і знаходяться в недоступних місцях. Тому, крім освіти за спеціальністю, арборист повинен володіти навичками користування альпіністським спорядженням і мати мінімальну підготовку, для виконання роботи на висоті.
Арбористи видаляють фаутні ділянки дерев (з ушкодженнями і дефектами стовбурів різного походження), усувають їхні небезпечні частини. Щоб не пошкодити найближчі об'єкти, дерево спилюється по частинах, кожна спиляна частина спускається на землю за допомогою мотузки і лебідки.
Система знань та практичних заходів, що об'єднуються метою розпізнавання, лікування і попередження хвороб, пошкоджень дерев називається арбористика.